# Drahitchyn
Drahitchyn (en biélorusse : Драгічын, en łacinka : Drahičyn) ou Droguitchine (en russe : Дрогичин ; en polonais : Drohiczyn) est une ville de la voblast de Brest, en Biélorussie, et le centre administratif du raïon de Drahitchyn. Sa population s'élevait à 14 931 habitants en 2019.

## Géographie
Drahitchyn se trouve à 64 km à l'ouest de Pinsk, à 98 km à l'est de Brest et à 250 km au sud-ouest de Minsk

## Histoire
La localité est mentionnée pour la première fois en 1452 comme le village de Dovetchorovitchi (Довечоровичи), dont le territoire appartenait au Grand Duché de Lituanie. Le village prit le nom de Drahitchyn en 1655 et reçut le statut de ville en 1778. Avec les villages voisins, sa population s'élevait alors à 785 habitants, dont 69 pour cent de chrétiens et 31 pour cent de juifs. Drahitchyn fut rattachée à l'Empire russe en 1795, à l'occasion de la Troisième partition de la Pologne, mais perdit son statut de ville. Pendant tout le XIXe siècle, elle faisait administrativement partie du gouvernement de Grodno. En 1883 fut ouverte la voie ferrée Pinsk – Brest passant par Drahitchyn. Au recensement de 1897, sa population s'élevait à 2 258 habitants. Ses habitants se consacraient principalement à l'agriculture et au commerce, mais la localité comptait plusieurs petites usines. Pendant la Première Guerre mondiale, la ville fut occupée par les troupes allemandes à partir de septembre 1915. Elle fut polonaise dans l'entre-deux-guerres avant d'être annexée par l'Union soviétique et rattachée à la république socialiste soviétique de Biélorussie à la fin de 1939. L'année suivante, elle reçut le statut de commune urbaine et devint un centre de raïon. Pendant la Seconde Guerre mondiale, la ville fut occupée par l'Allemagne nazie du 25 juin 1941 au 17 juillet 1944. Environ 2 500 Juifs y furent massacrés les 25 juillet et 17 octobre 1942. Depuis 1954, Drahitchyn est rattachée à la voblast de Brest. Elle a retrouvé le statut de ville en 1967.

## Population
Recensements (*) ou estimations de la population :
| 1897* | 1904  | 1921* | 1959* | 1970* | 1979* | 1989*  | 1999*  |
| ----- | ----- | ----- | ----- | ----- | ----- | ------ | ------ |
| 2 258 | 2 660 | 1 987 | 3 509 | 7 029 | 9 700 | 13 400 | 15 000 |

| 2009*  | 2013   | 2014   | 2015   | 2016   | 2017   | 2018   | 2019   |
| ------ | ------ | ------ | ------ | ------ | ------ | ------ | ------ |
| 14 744 | 14 651 | 14 765 | 14 800 | 14 898 | 14 976 | 14 910 | 14 931 |